# Barba, Cabelo & Bigode
Barba, Cabelo & Bigode é um filme de comédia brasileiro de 2022, dirigido por Rodrigo França e Letícia Prisco, a partir de um roteiro de Anderson França, Marcelo Andrade e Silvio Guindane. Produzido pela A Fábrica para a Netflix, o filme conta a história de um jovem recém formado no ensino médio que tenta se encontrar na vida enquanto busca uma maneira de salvar o salão de beleza de sua mãe, o qual se encontra a prestes a fechar. O filme é estrelado por Lucas Penteado e Solange Couto, e conta com as participações de Sérgio Loroza, Juliana Alves, Nando Cunha, Rebecca e Jenniffer Dias.
Barba, Cabelo & Bigode foi lançado em 28 de julho de 2022 na Netflix, sendo distribuído em mais de 180 países simultaneamente. O filme foi recebido com avaliações positivas por parte dos críticos de cinema que, em geral, elogiaram a produção e a diversidade no elenco e bastidores, o qual é composto majoritariamente por profissionais negros.

## Enredo
Richardsson (Lucas Penteado) acaba de terminar a escola e se encontra naquela fase de “o que que eu faço da minha vida?”. Embora tenha planos de entrar na faculdade, o que ele quer mesmo é cortar cabelos no Saigon, o salão de beleza da sua mãe, Cristina (Solange Couto), no subúrbio. Só que a matriarca tem outras expectativas para o filho, que passam bem longe do salão da família. Mas isso não quer dizer que ela não aceite uma ajudinha. Em busca de realizar seu verdadeiro sonho, Richardsson não consegue deixar de se meter em confusões, enquanto mostra a sua habilidade com cortes de cabelo estilosos.

## Elenco
- Lucas Penteado como Richardsson Pereira dos Santos[4]
- Solange Couto como Cristina Pereira dos Santos
- Juliana Alves como Greicy Kelly Almeida
- Sérgio Loroza como Jura
- Jeniffer Dias como Danielle Pereira dos Santos
- Rebecca como Raquel
- Neuza Borges  como Dona Espir
- Nando Cunha como PQD
- MC Carol como ela mesma
- Léa Garcia como Mãe Andinha
- MV Bill como Sardinha [5]
- Yuri Marçal como Queijo Coalho [4][5]
- Luana Xavier como Simone
- Xando Graça como Jorge
- Leandro Santanna como Pastor Josias
- Marcelo Dias como Formiga
- Gabriela Loran como Adriana Franzão
- Bruno Jablonski como Julinho
- Romeu Evaristo como Seu Luís
- Bruno Garcia como Gato Net
- Dja Marthins como Senhora da Cadeira de Praia
- Clementino Kelé como Senhor da Cadeira de Praia
- Domenica Dias como Cristina Jovem
- Paulo Guidelly como PQD Jovem
- Danrley Ferreira como Doninho
- Cláudio Amado como Policial
- Gabriela Hebling como DJ Baile

## Produção
Barba, Cabelo & Bigode tem direção assinada por Rodrigo França, conhecido por ter participado da décima nona edição do Big Brother Brasil, sendo esse o seu primeiro longa-metragem de ficção. Letícia Prisco assume a codireção do filme ao lado de França. O filme foi escrito em parceria entre Anderson França, Marcelo Andrade e também o ator Silvio Guindane. A produção do filme é composta por uma equipe majoritariamente por pessoas negras, chegando ao percentual de 85% dos envolvidos. Em entrevista ao website Ecoa, da UOL, o diretor do filme menciona que esse feito é muito importante para o cinema brasileiro:
Rodrigo também pontua que essa diversidade no elenco é importante para firmar novas histórias no audiovisual nacional e também dar oportunidade de trabalho aos profissionais negros do setor, que muitas vezes são marginalizados pela indústria. Para ele, outro ponto forte, é que o enredo do filme, da vivência nos subúrbios brasileiros, se aproxima da realidade vivida por grande parte dos envolvidos na produção. Segundo dados da Ancine, publicados em 2016, apenas 2,5% dos profissionais de roteiro no cenário audiovisual nacional eram negros à época, mostrando a disparidade e falta de representatividade nas histórias contadas pelas produções.
O filme é produzido pela companhia produtora A Fábrica, sendo desenvolvido para a Netflix. No elenco, Lucas Penteado e Solange Couto foram convidados para interpretar os protagonistas da trama, atuando como mãe e filho. Outros atores representantes da cultura afro-brasileira também foram convidados para fazer participações especiais, como Juliana Alves, Léa Garcia, MC Rebecca, MV Bill, MC Carol, Yuri Marçal, Jeniffer Dias, Sérgio Loroza, Neuza Borges, Luana Xavier, Xando Graça, Nando Cunha, Bruno Jablonski e Leandro Santanna.

## Lançamento
A partir do dia 5 de julho, a Netflix começou a divulgar o primeiro trailer do filme. Em 28 de julho de 2022, o filme foi lançado simultaneamente para mais de 180 países pela plataforma de streaming. Barba, Cabelo & Bigode teve grande repercussão nacional e esteve em terceiro lugar no Top 10 de produções assistidas, apenas algumas horas após sua estreia. Em sua semana de estreia, o longa alcançou o sexto lugar no Top 10 Global de filmes de língua não-inglesa do serviço de streaming com 2.7 milhões de horas assistidas.